# Sumarliði Ospaksson
Sumarliði Ospaksson (n. 1044) fue un caudillo vikingo, según la saga Orkneyinga,  rey de las islas (Sudreys) procedente de Islandia. Era hijo de Ospak Thórdarson (n. 1006), que a su vez era hijo de Þórdís Hallsdóttir (una hija de Síðu-Hallur) y Þórður Halldórsson de Thvotta, Hof i Alptafirdi, Norður-Múlasýsla en Islandia. Se desconoce el nombre de su esposa, pero las sagas mencionan a dos hijos: Thora, que casó con el jarl de las Órcadas, Erlend Thorfinnsson; y Hráppur Sumarlíðason.